# ソーシャルボタン
ソーシャルボタン（英:social button）とは、ブログやニュースサイトなどのウェブサイトからSNSやソーシャルブックマークなどのソーシャルメディアに情報を入出力するために設置される、ボタン型のインターフェースのことである。

## 機能
ソーシャルボタンをウェブページでユーザーがクリックすると、ソーシャルボタンのプログラムはソーシャルメディアのWeb APIを呼び出して、そのページのURLやアクセスログをソーシャルメディアのデータベースに記録する（ウェブビーコン）。ソーシャルメディアによっては「Open Graph Protocol」形式で記述されたウェブページの説明情報も送信する。この他に任意でコメントやタグ付けが出来たり、人気（累積数）を計算して表示する機能を持つボタンも多い。
情報を公開する範囲や事後の編集の可否はソーシャルメディアの目的によって異なる。例えば、はてなブックマークは共有ブックマークなので、情報を不特定多数に公開し、事後の編集も容易である。Twitterはリツイートで情報を拡散して影響力を競うので、フォロワーを中心に不特定多数に公開し、事後の編集は出来ない。Facebookの「Likeボタン」はソーシャルグラフを記録するものなので、情報は基本的に非公開か友人までである。

## 種類
ソーシャルボタンは用途別に、ソーシャルブックマーク用とSNS用に大別することが出来る。また機能別に、文章入力に重点を置いたコメント型と評価に重点を置いたワンクリック型に分ける事が出来る。提供者別に公式ボタンとサードパーティーボタンに分けることも出来る。

## クリック数
Facebookの「Likeボタン」は35万個のウェブサイトに設置され、1日のクリック数は30億回に及ぶ（2010年7月）。Twitterのサードパーティーボタンである「Tweetmemeボタン」は20万個のウェブサイトに設置され、1日に5億回クリックされた（2010年6月）。Googleの「+1ボタン」は1日に50億回クリックされた（2011年10月）。mixiの「イイネ！ボタン」は月に数百万人の利用者が居るようだ（2011年10月）。「はてなブックマーク」は約600万人のユーザーが居て、「はてなブックマークボタン」などから月に141万回（7年平均）登録している計算になる（2012年3月）。

## 歴史
2000年代中盤にWeb2.0が普及し、ソーシャルブックマークが人気となった。ブックマークを共有することで、ネット上でどんなニュースが盛り上がってるか、他のユーザーがどんなページをブックマークしているかを客観的・数値的に知ることが出来るようになった。ソーシャルボタンがウェブページ上に設置され、閲覧者にページの登録や分類評価を促すと共に、ページの人気を示して閲覧者やウェブページのオーナーに集合知を知らせる媒体として普及した。
2010年に、Facebookが「Open Graph」を掲げてSNSの外に進出した。それまでインターネット上のコンテンツはGoogleのPageRankに代表されるように、コンテンツとコンテンツの関係性で評価された。しかしFacebookは評価基準に人間関係（ソーシャルグラフ）を加えた。その結果、コンテンツの有用性はコンテンツと人間の関係性や人間と人間の関係性で評価され始めた。例えば従来の評価基準では、100個のウェブサイトからリンクされたドッグフードの方が、1個のウェブサイトからリンクされたキャットフードより有用性が高くPageRankが高かった。しかし猫を飼っている親友というソーシャルグラフが加われば、キャットフードの方が有用なコンテンツとなる。例えば親友のためにペットフードのギフトを検索した場合、Googleはドッグフードを表示するが、Facebookはキャットフードを表示する。当然、売れるのはキャットフードであり、ソーシャルアドの可能性にインターネット業界の眼の色が変わった。「検索の時代」から「ソーシャルメディアの時代」へと喧伝され、GoogleやTwitter、閉鎖型SNSであるmixiまでもがソーシャルボタンを用意して、インターネット上のコンテンツと人間関係、地理的な位置情報などを収集する競争を始めた。2012年現在、情報収集は過熱しており「はてなブックマークボタン」のように不用意に情報を収集して問題視される事件も起きている（詳細ははてなのサービス一覧#行動情報の無断収集事件を参照）。米連邦取引委員会（FTC）はトラッキングの自主規制を求めている。

## 沿革
- 2005年2月 - はてなが「はてなブックマークボタン」を発表した[13]。
- 2006年6月 - ITmedia Biz.IDがはてなブックマークボタンを採用した[14]。
- 2007年1月 - asahi.comがはてなブックマークボタンを採用した[14]。
- 2007年4月 - Yahoo!ニュースがソーシャルボタンを採用した[15]。
- 2008年6月 - Ustreamにサードパーティ製のTwitterボタンが追加された[16]。
- 2009年2月 - Tweetmemeが「Tweetmemeボタン」を発表した。これはTwitter用のサードパーティ製リツイートボタンで、大人気となった[17][18]。なお日本版で公式リツイートが可能になったのは2010年1月からである[19]。
- 2010年4月 - Facebookが「Likeボタン」を発表し[20]、競争が始まった。
- 2010年8月 - Twitterが「Twitterボタン」（公式）を発表した[21]。
- 2010年9月 - mixiが「チェックボタン」を発表し[22]、GREEがソーシャルフィードバックをオープン化した[23]。
- 2011年6月 - Googleが「Google+1ボタン」を発表した[24]。

## 設置
ソーシャルメディアやサードパーティーはソーシャルボタンのブログパーツを提供している。ウェブサイトのオーナーがJavaScriptのソースコードをコピー・アンド・ペーストして、ウェブサイトのソースコードに組み込んで設置する。Movable TypeやWordPressなどブログソフトによっては、プラグイン形式でより簡単にインストールできる場合がある。
複数のソーシャルメディアに対応するなら、サードパーティー製のソーシャルバーが便利である。例えば大手のニュースサイトでは、毎日jpは「Gigya」、ZDNetは「Meebo Bar」、USAトゥデイは「AddThis」を採用している。Meebo BarやAddThisは個人でも使用することが出来る。

## 代表的なソーシャルボタン
- Twitter
  - ツイートボタン[30]
  - フォローボタン[30]
- Facebook（ソーシャルプラグイン）
  - Likeボタン（いいね!ボタン）[31]
  - Sendボタン[32]
  - Shareボタン
  - Add to Timelineボタン。アプリケーション用のボタン[33]
- Google
  - +1ボタン[34]
- mixi
  - イイネ！ボタン[35]
  - mixiチェックボタン[36]。コメント機能があるボタン[37]
- delicious
  - Saveボタン[38]
- はてな
  - はてなブックマークボタン[39]
  - はてなスターボタン[40]
- Tumblr
  - Tumblr共有ボタン[41]
- GREE（Social Feedback）
  - いいね！ボタン[42]
  - 気になるボタン[42]
  - オススメボタン[42]
  - シェアボタン[42]
- 日本コカ・コーラ
  - Happyボタン[43][44]

## セキュリティ
ソーシャルボタンをクリックして友人や上司に自分の趣味嗜好や政治信条を知られることが、社会生活に思わぬ副作用をもたらす場合があると言われている。悪意のある設置者が「ライクジャッキング」を行ってボタンを隠し、騙された利用者が意図せずにソーシャルボタンを押してしまい、結果的に社会的な信用を失うといった事例も報告されており、実名制のソーシャルメディアでは特に、情報の種類ごとに情報公開の細かい制御が求められている。そのためFacebookでは、ソーシャルアドのオプトアウト機能などが整備されている。